# آب‌انبار محله آله پائین ده
آب‌انبار محله آله پائین ده مربوط به دوره صفوی است و در شهرستان کاشان، بخش مرکزی، شهر قمصر، محله پائین قمصر واقع شده و این اثر در تاریخ ۲ مرداد ۱۳۸۷ با شمارهٔ ثبت ۲۳۰۳۶ به‌عنوان یکی از آثار ملی ایران به ثبت رسیده است.